# Protestos no Paraguai em 2021

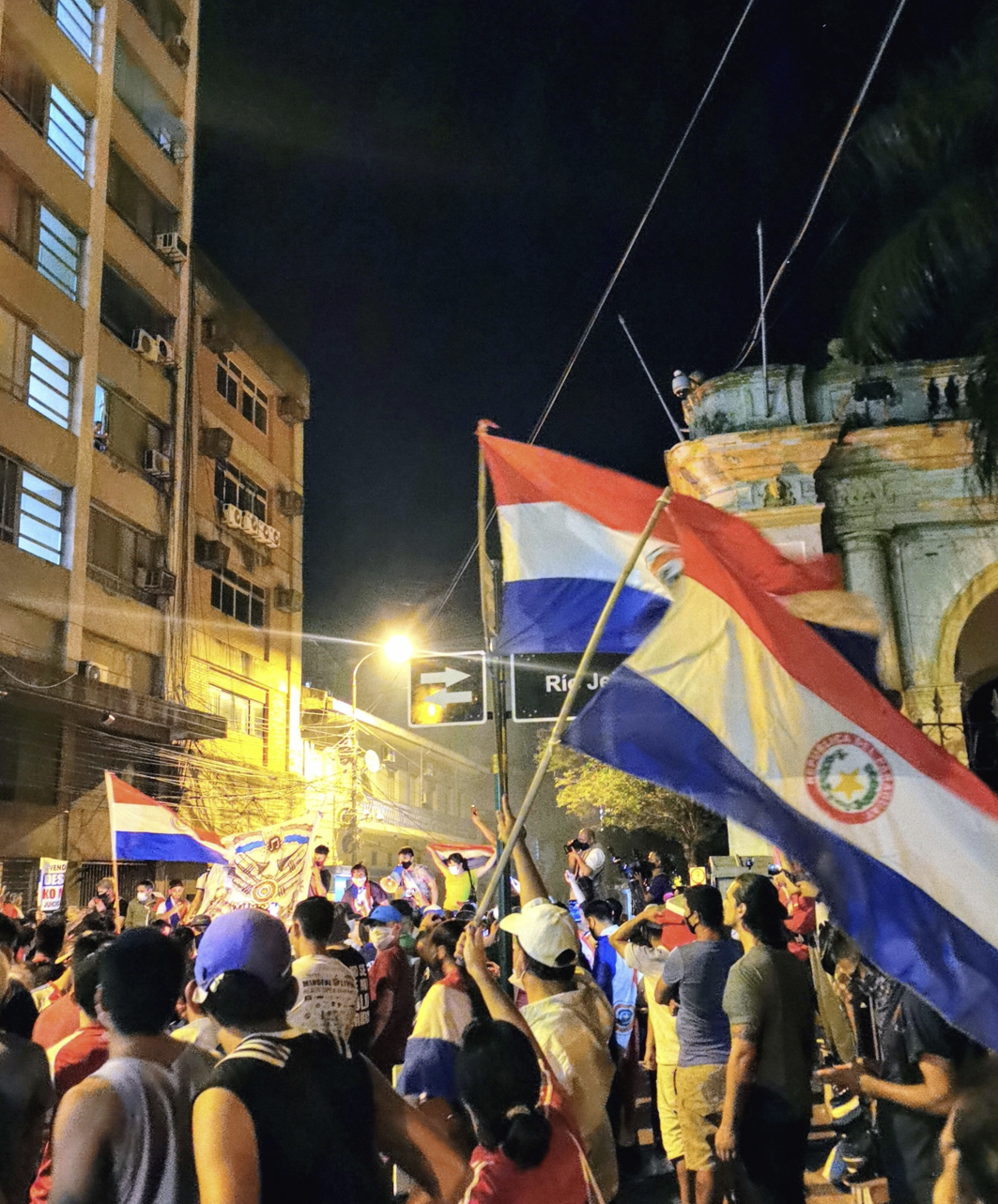
Imagens de protesto no Paraguai em março de 2021.

Os protestos paraguaios de 2021 foram protestos em massa e manifestações violentas contra a resposta do governo à pandemia Covid-19 no Paraguai, pedindo a renúncia de Mario Abdo Benítez e de todo o seu gabinete. As manifestações deixaram centenas de feridos e muitos gravemente feridos após protestos de cidadãos e saques em todo o país. Isso resultou na renúncia do ministro da Saúde, Julio Mazzoleni  e nas demais trocas do ministro da Educação, Eduardo Petta, da ministra da Mulher, Nilda Romero, e do chefe de gabinete do governo, Ernesto Villamayor.

## Antecedentes
O Paraguai tem um histórico ativo de protestos com a crise paraguaia de 2017, a agitação do Marzo paraguaio e os protestos de 1986. A crise política em 2021 era a pior desde os protestos de 2017. Tiros foram ouvidos durante os protestos, enquanto os manifestantes bloqueavam as estradas e detonavam barricadas no país. O governo não enfrentou esse tipo de protesto, recusando-se a renunciar e reprimindo duramente os protestos. 
O presidente do Paraguai nomeou Julio Borba como novo chefe do Ministério da Saúde.

## Protestos
Os protestos começaram em 5 de março, depois que os manifestantes realizaram cacerolazos em Assunção, depois protestando e pedindo a renúncia do governo. Incêndios ocorreram em Assunção enquanto os protestos em toda a cidade se transformavam em violência e tumultos generalizados. 
Os manifestantes gritaram slogans contra o governo e marcharam apesar das balas de borracha, gás lacrimogêneo, munição real e canhão d'água disparados contra manifestantes pela polícia de choque, sendo os protestos mais sangrentos desde a crise paraguaia de 2017. 
Centenas de pessoas também atiraram pedras e atearam fogo. A raiva com a resposta levou a pedidos para que o governo renunciasse em meio a violentos tumultos e confrontos com as forças de segurança, leais a Mario Abdo Benitez. 
À medida que os protestos e manifestações populares aumentaram no dia seguinte, a presença da polícia aumentou e pequenas brigas com os manifestantes resultaram na supressão das manifestações com centenas de feridos. Os manifestantes marcharam repetidamente em manifestações organizadas pacificamente em camisas vermelhas coloridas no dia seguinte, e participaram de Cacerolazos em toda a capital e país. 